# Monacidia suggrandis
Monacidia suggrandis är en tvåvingeart som beskrevs av Ito 1984. Monacidia suggrandis ingår i släktet Monacidia och familjen borrflugor. Inga underarter finns listade i Catalogue of Life.